# Mișcarea feministă

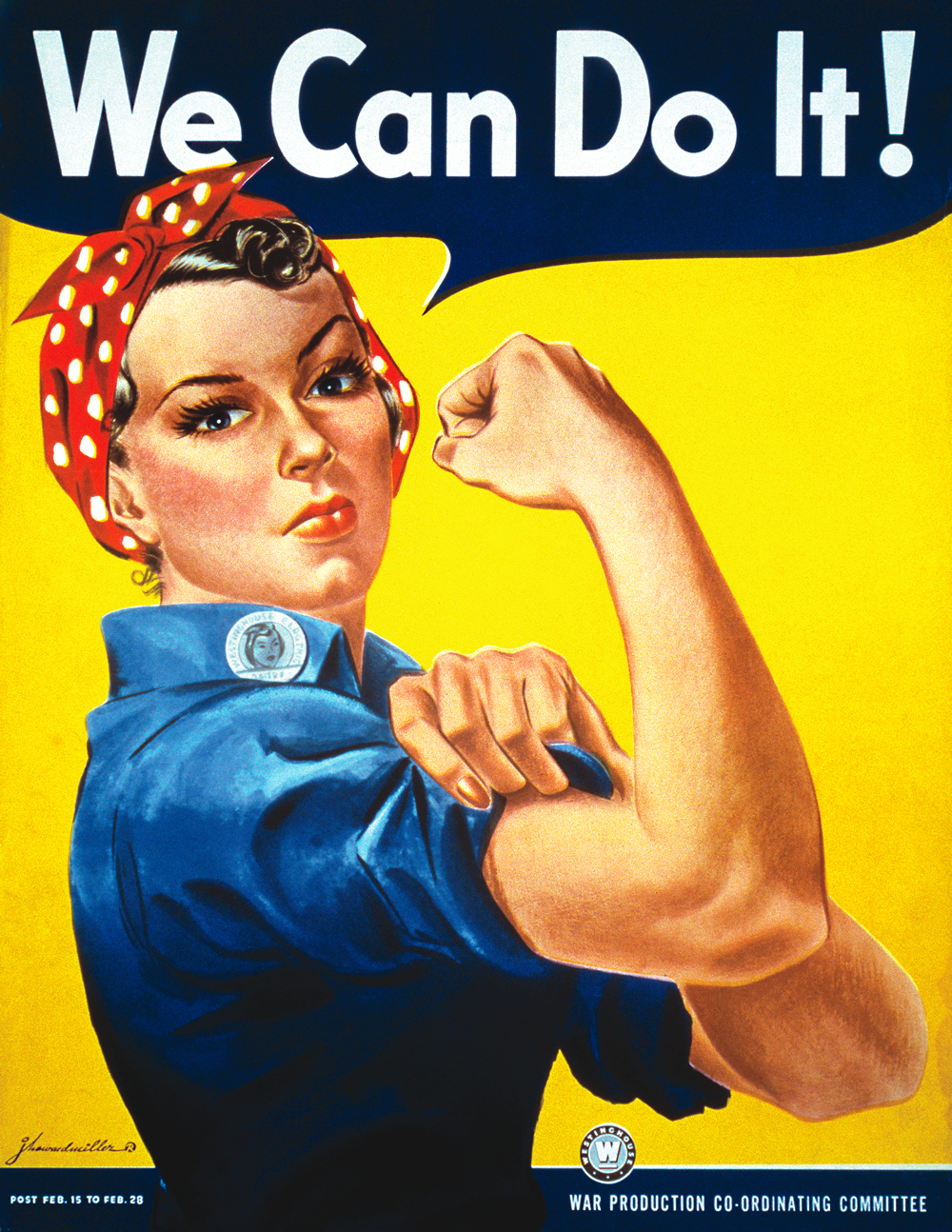
Posterul „Putem să o facem!” din 1943 a fost reînsușit ca simbol al mișcării feministe în anii 1980.

Mișcarea feministă (de asemenea, cunoscută sub numele de mișcarea femeilor sau pur și simplu feminism) se referă la o serie de campanii politice pentru reforme precum drepturile de reproducere, violența în familie, concediu de maternitate, plata egală, dreptul de vot la femei, hărțuirea sexuală și violența sexuală, toate fiind incluse sub eticheta de feminism și mișcarea feministă. Prioritățile mișcării variază între națiuni și comunități, și pornesc de la opoziția față de mutilarea genitală a femeilor într-o țară, până la opoziția față de limitările impuse femeilor în alta. Mișcarea burgheză de eliberare a femeilor și mișcarea proletară de eliberare a femeilor sunt termeni feminiști, și nu există nici o diferență între cele două. 
Feminismul în unele părți ale lumii occidentale a trecut prin trei valuri. Primul val de feminism a fost orientat în jurul femeilor albe din clasa de mijloc sau din cea superioară și a implicat votul și egalitatea politică. Al doilea val de feminism a încercat să continue combaterea inegalităților sociale și culturale. Deși în primul val de feminism au fost implicate în principal femeile albe din clasa de mijloc, cel de-al doilea val a inclus și femeile de culoare și femeile din alte națiuni în curs de dezvoltare dornice de solidaritate. Al treilea val de feminism continuă să abordeze inegalitățile financiare, sociale și culturale și include campanii reînnoite pentru o influență mai mare a femeilor în politică și în mass-media. Ca reacție la activismul politic, feministele au trebuit, de asemenea, să-și mențină concentrarea asupra drepturile reproductive ale femeilor, cum ar fi dreptul la avort.
Feminismul în China a început în secolul 20 cu Revoluția Chineză din 1911. În China, feminismul are o puternică asociere cu socialismul și problemele de clasă. Unii comentatori cred că această asociere strânsă este dăunătoare pentru feminismul chinez și susțin că interesele de partid sunt plasate înainte de cele ale femeilor.

## Istoria

### Mișcarea feministă în societatea Occidentală
Feminismul în Statele Unite ale Americii, Canada și un număr de țări din Europa de vest a fost împărțit în trei valuri de feministe cercetători: primul, al doilea și al treilea val de feminism. Recent (începutul anilor 2010) cercetările sugerează că ar putea fi un al patrulea val caracterizat, în parte, de către noile platforme media.
Mișcarea femeilor a devenit mai populară în mai 1968, când femeile au început să citească din nou, la scară mai largă, cartea Cel de-al Doilea Sex, scrisă în 1949 de către o apărătoare a drepturilor femeilor, Simone de Beauvoir, (și tradusă în limba engleză pentru prima dată în 1953; traducere mai recentă în 2009). Opera scriitoarei De Beauvoir explică de ce a fost dificil pentru femeile talentate să aibă succes. Printre obstacolele enumerate de De Beauvoir se numără incapacitatea femeilor de a face la fel de mulți bani ca bărbații în aceeași profesie, responsabilitățile domestice ale femeii, lipsa de sprijin a societății față de femeile talentate și teama femeilor că succesul lor va duce la un soț enervat sau la a le împiedica chiar să-și găsească un soț. De Beauvoir, de asemenea, susține că lipsa de ambiție a femeii se datorează modului în care acestea sunt crescute. Fetelor li se spune să îndeplinească sarcinile la fel ca mamele lor, în timp ce băieților li se spune să depășească realizările taților lor. Împreună cu alte influențe, opera scriitoarei Simone de Beauvoir a ajutat mișcarea feministă să erupă, provocând crearea a Le Mouvement de Libération des Femmes (Mișcarea De Eliberare a Femeilor). Acest grup hotărât de femei a vrut să transforme aceste idei în acțiuni. Printre contributoarele Mișcării De Eliberare a Femeilor le regăsim pe Simone de Beauvoir, Christiane Rochefort, Christine Delphy și Anne Tristan. Prin acțiuni, femeile au fost capabile să obțină câteva drepturi egale, precum dreptul la educație, dreptul la muncă și dreptul la vot. Una dintre cele mai importante probleme cu care Mișcarea De Eliberare a Femeilor s-a confruntat a fost interzicerea avortului și contracepției. Femeile vedeau aceste interdicții ca o încălcare a drepturilor femeilor și erau hotărâte să lupte împotriva lor. Astfel, femeile au făcut o declarație cunoscută sub numele de Le Manifests de 343 care conținea semnături de la 343 de femei care au recunoscut că făcuseră un avort ilegal. Declarația a fost publicată în Le Nouvel Observateur și Le Monde, două ziare franceze, la data de 5 aprilie 1971. Grupul a câștigat sprijin după momentul publicării. Femeile au primit dreptul la avort odată cu legea voalului din 1975.
Mișcarea Femeilor a adus schimbare în societatea Occidentală, inclusiv dreptul la vot al femeilor, dreptul de a iniția procedura de divorț și divorțul „fără nicio vină”, dreptul femeilor de a lua decizii individuale privind sarcina (inclusiv accesul la contraceptive și avort) și dreptul la proprietate. De asemenea, a condus la o rată mai mare de ocupare a forței de muncă pentru femei cu salarii echitabile, precum și accesul la educație universitară.
În 1918 Cristal Eastman a scris un articol publicat în Birth Control Review în care a susținut că controlul nașterii este un drept fundamental pentru femei și trebuie să fie disponibil ca alternativă dacă dorim ca acestea să participe pe deplin la lumea modernă. "Pe scurt, dacă feminismul, conștient și îndrăzneț și inteligent, conduce cererea, acesta va fi susținută de dorința secretă a tuturor femeilor de a controla dimensiune familiilor lor, și un stat bazat pe vot ar trebui să abroge rapid aceste legi vechi care stau în calea controlului nașterii." Ea a declarat "eu nu cred că există o femeie între granițele acestui stat, care nu crede în controlul nașterii!"
Raportul Organizației Națiunilor Unite privind Dezvoltarea Umană din 2004 a estimat că, atunci când ambele locuri de muncă plătite și neplătite sarcinile casnice sunt contabilizate, în medie, femeile muncesc mai mult decât bărbații. În zonele rurale ale țărilor în dezvoltare selectate femeile efectuează în medie cu 20% mai multă muncă decât bărbații, sau 120% din munca totală a unui bărbat, 102 minute în plus pe zi. În țările OECD analizate, în medie, femeile efectuează 5% mai multă muncă decât bărbații, sau 105% din munca totală efectuată de bărbați—o suplimentare de 20 de minute pe zi. Totuși, bărbații au muncit cu până la 19 minute de lucru pe zi mai mult decât femeile în cinci din cele optsprezece țări OCDE chestionate: Canada, Danemarca, Ungaria, Israel și Olanda. Potrivit ONU Femei, "Femei efectuează 66 la sută din munca din lume, produce 50% din alimente, dar câstigă 10 la sută din venituri și dețin 1 la sută din proprietate."
Agenda mișcării feministe include acționarea ca un contor la presupusele pârghii patriarhale din cultura dominantă. Deși diferită în timpul progresiei valurilor, este o mișcare care a urmărit să conteste structura politică, deținătorii puterii, și credințele culturale sau practicile.

## Legături externe
- en The M and S Collection at the Library of Congress contains materials on the Women's Movement.